# بيل ماكغري
وليام هاري بيل ماكغري (بالإنجليزية: Bill McGarry)‏ (10 يونيو 1927 – 15 مارس 2005) هو لاعب ومدرب كرة قدم إنجليزي قضى 40 عامًا من حياته في اللعبة. كان لديه سمعة الصرامة كلاعب ومدرب.

## روابط خارجية
- بيل ماكغري على موقع الاتحاد الدولي (مؤرشف)  (الإنجليزية)
- بيل ماكغري على موقع قاعدة بيانات كرة القدم.إي يو (الإنجليزية)
- بيل ماكغري على موقع ناشيونال فوتبول تيمز (الإنجليزية)
- بيل ماكغري على موقع Soccerway.com (الإنجليزية)
- بيل ماكغري على موقع عالم كرة القدم.نت (الإنجليزية)